# محمد خليل بن عجمية
محمد خليل بن عجمية سباح تونسي من مواليد 20 سبتمبر 2003. تحصل على ميدالية ذهبية وميدالية فضية في دورة الألعاب العربية 2023.
في 15 سبتمبر 2019، فاز محمد خليل بن عجمية بالميدالية الذهبية للنسخة الثالثة عشرة للبطولة الافريقية للاواسط للسباحة في المياه الحرة على مسافة 5 كلم التي انتظمت يوم الاحد بالفضاء المائي لمارينا كاب 3000 بمدينة بنزرت متحديا اكثر من ثلاثين سباحا ينتمون لحوالي 18 بلد افريقيا.

## مواضيع ذات صلة
- دورة الألعاب العربية 2023
- بطولة أفريقيا للسباحة 2022